# De Vloek van Lughus
De Vloek van Lughus is een Nederlandse speelfilm uit 2021, geregisseerd door Sjoerd de Bont en geschreven door Jeroen van der Zee. Puck Nieuwpoort, Tommy van Lent en Pebbles Janssen vertolken de hoofdrollen. Op 21 oktober 2021 ging de film in Pathé in Amsterdam-Noord in première.

## Verhaal
Eeuwen geleden – toen magie nog niet was vergeten- was er een plaaggeest actief. Een plaaggeest is, zoals de naam al doet vermoeden, een geest die het leuk vindt om mensen te plagen. Deze specifieke geest liet wensen uitkomen, maar dan wel altijd op een manier waarop mensen het niet bedoelden en zorgde op die manier voor veel chaos. Uiteindelijk werd hij gevangen in een voorwerp en door alles en iedereen vergeten.
Tenminste, totdat de plaaggeest ontsnapt op de avond van Halloween 2021 en zichzelf nestelt in het beeld van Flipje in de stad. Vanaf dat moment komen alle wensen uit die worden uitgesproken op het Marktplein. Ook als ze volledig onbewust zijn... 

## Rolverdeling
| Acteur               | Personage   |
| -------------------- | ----------- |
| Puck Nieuwpoort      | Romy        |
| Tommy van Lent       | Milan       |
| Pebbles Janssen      | Jasmine     |
| Danny Jongejan       | Ryan        |
| Bartho Braat         | Rolf        |
| Zosja Faessen        | Elena       |
| Rein van Duivenboden | Sem         |
| Mats van Heusden     | Lughus      |
| Richard Spijkers     | Snoepclown  |
| Tjebbo Gerritsma     | Agent Johan |
| Anne-Marie Jung      | Anja        |
| Koert-Jan de Bruijn  | Tom         |
| Joost Buitenweg      | Agent Peter |

## Productie
In 2019 zorgden de voorbereidingen en fondsenverwerving voor beroering toen de SGP-fractie in Zaltbommel en de PCG-fractie in Buren vragen stelden over de subsidiëring vanuit het Regionaal Investeringsfonds Fruitdelta
De filmopnames gingen van start op 1 november 2019 in Tiel. De film werd in twee periodes opgenomen door de Coronacrisis in Nederland. De laatste draaidag vond plaats op 14 november 2020 in Tiel. 
Verder werden er opnames gemaakt in Groessen, Buren, Naarden, Doetinchem en Slijk-Ewijk.